# Arsinoë (Comic)
Arsinoë ist eine auf ursprünglich sieben Bände angelegte Erotik-Comicreihe von Autor Rochus Hahn und Zeichner „Geier“. Zwischen 2003 und 2006 erschienen im deutschen Verlag Schwarzer Turm letztendlich nur fünf Ausgaben.

## Handlung
Erzählt wird die Geschichte des ebenso naiven wie erfolglosen Archäologen Konrad, der im Tal der Könige eine unglaubliche Entdeckung macht: Sieben magische Steinscheiben bringen ihn in Kontakt mit sieben verwunschenen Göttinnen, die ihm außergewöhnliche erotische Erfahrungen zukommen lassen. Die erste von ihnen ist Hathor, die Göttin der Fruchtbarkeit.
Nach der Rückkehr stets von den Problemen seines eintönigen Alltags geplagt, opfert Konrad von nun an in jedem Band eine der Scheiben, um mit den erotischen Göttinnen seinen Sorgen zu entfliehen.

## Konzeption
In jedem Band wird eine mehr oder weniger abgeschlossene erotische Geschichte im Zusammenhang mit einer antiken Göttin erzählt, die aber auch immer etwas zum Fortlauf der Gesamthandlung beiträgt. Die Darstellung der verschiedenen sexuellen Erlebnisse der Protagonisten ist dabei sehr explizit.

## Veröffentlichung
Von September 2003 bis Juni 2006 brachte Schwarzer Turm fünf von ursprünglich sieben geplanten Heften der Comicreihe heraus. Arsinoë erschien etwa alle sechs Monate im Wechsel mit dem Comic Horst, der von denselben Machern stammt. Im Jahr 2005 erschienen die fünf Ausgaben von Arsinoë in englischer Übersetzung bei Fantagraphics Books.
- Band 1 Hathor
- Band 2 Sekhmet
- Band 3 Toëris
- Band 4 Bastet
- Band 5 Seschat